# 境トンネル (富山県)
境トンネル（さかいトンネル）は、富山県下新川郡朝日町境の北陸自動車道・越中境PA - 親不知IC間にあるトンネルである。

## トンネル全長
- 上り線（富山方面）：2,303m
- 下り線（新潟方面）：2,211m

## 概要
1978年7月17日に朝日IC - 上越IC間の計画路線が発表されたが、この時は同区間はトンネルではなく、富山県下新川郡朝日町境地区の海岸沿いを通行し、新潟県西頚城郡青海町（現・糸魚川市）玉ノ木のカンノンビシ山から山側に入るルートという計画であった。境地区の住民は沿線環境が悪化する懸念から「北陸自動車道海岸路線反対同盟」を結成し、路線を変更を求める運動に乗り出した。その後、1980年後半には、玉ノ木地区からも山側への変更に賛同を得たことから、1982年12月4日、境地区・玉ノ木地区のルートを山側に変更することが日本道路公団と朝日町から正式に地元に伝達された。1984年10月26日に着工、ナトム工法でトンネルの掘削が行われた。1985年12月13日には破砕帯に遭遇して水脈が分断されて工事現場で大量に水が湧き出て工事が難航、境地区が断水になったこともあったが、1986年12月4日に貫通、1987年9月10日完成、1988年7月20日に供用開始となった。当初は下り線を利用した暫定2車線であったが、2000年9月5日に4車線化された。